# Câmpia Europei de Nord

Câmpia de Nord Europeană

Câmpia de Nord Europeană (în germană: Norddeutsches Tiefland, în poloneză: Niż Środkowoeuropejski) este o regiune geomorfologică din Europa. Se compune din câmpiile joase aflate între Munții Europeni Centrali la sud și Marea Nordului și Marea Baltică la nord. Aceste doua mări sunt separate de peninsula Iutlanda. Câmpia de Nord Europeană este conectată la est cu Câmpia Rusească, împreună formând Câmpia Europeană. 